# 小舌紫菀
小舌紫菀（学名：Aster albescens）为菊科紫菀属的植物。分布在喜马拉雅、不丹、缅甸、印度、尼泊尔以及中国大陆的湖北、云南、甘肃、陕西、西藏、贵州、四川等地，生长于海拔500米至3,000米的地区，一般生于低山至高山林下和灌丛中。

## 变种
该种具有很强的多型性：
- 无毛变种（A. a. var. levissimus），分布于四川、湖北西部、云南北部。海拔800-3000米。
- 白背变种（A. a. var. discolor），分布于四川西北部。海拔2400米。与银鳞紫菀近似。
- 柳叶变种（A. a. var. salignus），分布于中国四川、云南西部及北部，印度北部。海拔1900-3900米。
- 腺点变种（A. a. var. glandulosus），分布于西藏南部及东部、四川西部及西南部、云南西北部。海拔1900-3900米。
- 长毛变种（A. a. var. pilosus），分布于四川西部、云南西北部、西藏东部。海拔2800-4000米。
- 糙叶变种（A. a. var. rugosus），分布于云南西北部及四川西部。
- 椭叶变种（A. a. var. limprichtii），分布于四川西部和西北部、甘肃西部。海拔2400-3100米。
- 狭叶变种（A. a. var. gracilior），分布于四川西部和南部、云南西北部、甘肃及陕西南部。
- 大叶变种（A. a. var. megaphyllus），分布于四川西部。
- 白雪变种（A. a. var. niveus），分布于印度锡金邦。